# Petr Schink
Petr Schink (* 29. prosince 1979, Ostrava) je český spisovatel science fiction.

## Život
Vystudoval obor Informační studia a Knihovnictví na Slezské univerzitě v Opavě. První povídku Velké prádlo vydal v časopise Nemesis v roce 1996. Roku 2001 získal čtvrté místo v soutěži Ikaros za povídku Bezvěrec a roku 2003 rovněž čtvrté místo v této soutěži za postkatastrofickou povídku Čokl. Svou první knihu vydal roku 2006.

## Dílo
- Špinavá práce, Wolf Publishing 2006, povídky, první část z autorovy série o Charlie Parkerovi, která v sobě kombinuje sci-fi a gangsterku a která se odehrává v Americe po jaderné válce.
- Kalibr .45, Triton 2006, osmá část série Agent JFK, sci-fi román,
- Století páry, Triton 2010, sci-fi
- Vylévání krve, Epocha 2011, sci-fi román, druhá část z autorovy série o Charlie Parkerovi.
- Jak lvové, Epocha 2015, steampunk román, druhá část s příběhy Fastyngera van Hautena